# مساعد ندا
مساعد ندا العنزي هو لاعب كرة قدم كويتي سابق، كان يلعب في خط الدفاع من مواليد 8 يوليو 1983، يتميز بقدرته على التسديد في الكرات الثابتة. وفي عام 2010 انتقل معارًا من القادسية الكويتي إلى الشباب السعودي. وأيضًا لعب مع نادي السالمية الكويتي قبل أن يُعلن اعتزاله كرة القدم نهائيًا عام 2023.

## القادسية
بداية شهرة مساعد ندا في نهائي بطولة كأس ولي العهد في موسم 2001/2002، حيث كان نادي القادسية الكويتي لم يحقق أي بطولة في هذا الموسم، وكان يقابل نادي الكويت المنتشي بفوزه في بطولة كأس الأمير، وكان نادي الكويت يريد أن يحرز الثنائية، ولكن كان لمساعد ندا كلام آخر، ففي الدقيقة السادسة والعشرون من الشوط الثاني حصل نادي القادسية الكويتي على ركلة حرة مباشرة قريبة من منطقة الجزاء، فانبرى لها مساعد واضعا الكرة على يمين حارس نادي الكويت عادل توفيق، وتنطلق بعدها الأفراح القدساوية.
واصل بعدها مساعد ندا بروزه مع نادي القادسية الكويتي والمنتخب الوطني، وساهم بإحراز ثلاث بطولات في موسم 2002/2003 وهي كأس الخرافي والدوري الكويتي وكأس الأمير، وفي الموسم الذي تلاه حقق نادي القادسية الكويتي الثلاثية التاريخية، حيث فاز في أكبر ثلاث بطولات في الكويت وهي بطولة كأس ولي العهد وكأس الأمير والدوري الكويتي كأول فريق كرة قدم كويتي يجمع كل هذه الألقاب بموسم واحد، وبعدها انتقل مساعد إلى الاحتراف في دولة قطر وبالتحديد في نادي الوكرة، وقد ساهم مساعد ندا في وصول نادي الوكرة القطري إلى نهائي كأس أمير دولة قطر، إلا أن الفريق خسر أمام نادي السد في ركلات الجزاء الترجيحية، وعاد في موسم 2005/2006 إلى نادي القادسية الكويتي، ولكنه تعرض إلى إصابة في الركبة أبعدته عن الملاعب لمدة 7 أشهر.
في يوم 4 يوليو 2008 تم طرح اسمه من قبل نادي النصر السعودي للتعاقد معه بسبب طلب المدرب رادان غاسانين له ، وقد طلبه رادان لأنه يعرف قدراته من خلال تدريبه له في منتخب الكويت لكرة القدم ، وفي يوم 8 يوليو 2008 قال نادي النصر بأن سيتعاقد مع اللاعب إذا فشلت صفقة وائل جمعة.
وفي 29 أكتوبر 2008 تعرض إلى بطاقة حمراء في مباراة فريقه أمام نادي العربي الكويتي في الدوري الكويتي 2008/2009.
وفي 22 مايو 2007 أعلن نادي الريان القطري عن اهتمامه بضم مساعد ندا، وأيضا هنالك احتمالات بعودته إلى نادي النصر السعودي أيضًا، وفي 18 يونيو 2007 أعلن أن العقبة الرئيسية في مسألة انتقال مساعد ندا إلى نادي الريان القطري هي أن نادي القادسية الكويتي طلب مليونَي دولار أمريكي لإعارة اللاعب لمدة موسمين، بينما يريد نادي الريان القطري بأن يدفع مليون دولار أمريكي لمدة موسمين.
وفي 4 أغسطس 2007 بدأت مفاوضات بين نادي الريان القطري ونادي القادسية الكويتي لضم اللاعب إلى نادي الريان القطري، وقدم له نادي الريان القطري عرضا مغريا.
تقدم نادي النصر السعودي بعرض إلى نادي القادسية لضم اللاعب في 18 يناير 2010 حتى نهاية الموسم بقيمة 350 ألف دولار أمريكي، وكان النادي قد تلقى عرضا من نادي الوحدة السعودي لضم اللاعب ، وبحث نادي القادسية العرض المقدم من نادي النصر السعودي في 19 يناير 2010 ، وفي يوم 24 يناير 2010 أعلن نادي النصر السعودي عن عدم رغبته في التعاقد مع اللاعب ، ووقع بعدها مساعد ندا مع نادي الشباب السعودي لمدة ستة أشهر بقيمة 300 ألف دولار أمريكي، نصيب اللاعب منها 60% (180 ألف دولار أمريكي) ونصيب نادي القادسية 40% (120 ألف دولار أمريكي)، وسيتم تسجيله ضمن قائمة الفريق الأسيوية.

## الاحتراف في النصر السعودي
في 23 أبريل 2007 أعلن نادي النصر السعودي عن ضمه مساعد ندا إلى صفوفه وذلك لفترة 3 أشهر ، وسيلعب مع نادي النصر السعودي مباراتين فقط.
وفي 26 أبريل 2007 لعب أول مباراة له مع نادي النصر السعودي وكانت أمام نادي الخليج السعودي، وقد انتهت المباراة بالتعادل السلبي بين الفريقين، وقد قدم مساعد ندا أداء جيدا، وقد لعب في مركز قلب الدفاع، وكان قد سدد ثلاثة ركلات حرة أحداهما أصدمت في العارضة بينما أبعد حارس المرمى الثانية، فيما كانت الثالثة بعيده عن المرمى.
وفي 10 مايو 2007 لعب مباراته الثانية مع نادي النصر السعودي أمام نادي الوحدة السعودي، وقد أنتهت المباراة بفوز نادي الوحدة السعودي بهدفين مقابل لاشيء.

## الانتقال إلى الشباب السعودي
تقدم نادي النصر السعودي بعرض إلى نادي القادسية لضم اللاعب في 18 يناير 2010 حتى نهاية الموسم بقيمة 350 ألف دولار أمريكي، وكان النادي قد تلقى عرضا من نادي الوحدة السعودي لضم اللاعب ، وبحث نادي القادسية العرض المقدم من نادي النصر السعودي في 19 يناير 2010 ، وفي يوم 24 يناير 2010 أعلن نادي النصر السعودي عن عدم رغبته في التعاقد مع اللاعب ، ووقع بعدها مساعد ندا مع نادي الشباب السعودي لمدة ستة أشهر بقيمة 300 ألف دولار أمريكي، نصيب اللاعب منها 60% (180 ألف دولار أمريكي) ونصيب نادي القادسية 40% (120 ألف دولار أمريكي)، وسيتم تسجيله ضمن قائمة الفريق الأسيوية ، وقال مساعد ندا بأنه مستغرب من عدم إكمال صفقة انتقاله إلى النصر السعودي، وقال بأنه سعيد بتواجده في الدوري السعودي مجددا.
شارك في 9 فبراير 2010 في أول مباراة له مع ناديه الجديد في مسابقة كأس ولي العهد السعودي في مباراة أمام نادي الطائي السعودي والتي فازوا فيها 3-1، وقد ساهم بصنع هدف لفريقه.

## مسيرته مع منتخب الكويت
بدأ باللعب مع منتخب الكويت لكرة القدم في عام 2003 واعتزل دوليًا عام 2015.

### كأس الخليج 2004
سجل هدف في مرمى منتخب السعودية لكرة القدم.

### كأس الخليج 2009
في المباراة الافتتاحية للبطولة أمام منتخب عمان لكرة القدم سجل هدفا ألغاه الحكم الأوزبكي رافشان إيرماتوف بحجة وجود خطأ، وقال الحكم عن هذا الهدف بأن أحد لاعبي الكويت قد احتك مع مدافع من عمان ولذلك لغى الهدف ، وفي المباراة الثانية أمام منتخب البحرين لكرة القدم سجل هدف في كرة ثابته ، وهو أول هدف من كرة ثابته في البطولة ، وأهدى هذا الهدف إلى جماهير الكويت بمختلف ميولها ، وأهدته شركة فيفا للاتصالات خطا ماسيا مجانا لمدة خمسة سنوات.

## إنجازاته
مع نادي القادسية
- الدوري الكويتي (ثلاث مرات) : 2002/2003 و 2003/2004 و 2008/2009
- كأس الأمير (ثلاثة مرات) : 2002/2003 و 2003/2004 و 2006/2007
- كأس ولي العهد (أربع مرات) : 2001/2002 و 2003/2004 و 2005/2006 و2008/2009
- كأس الخرافي (مرتين) : 2002/2003 و 2005/2006
- كأس الاتحاد الكويتي (مرة واحدة) : 2007/2008
- كأس الخليج للأندية (مرة واحدة) : 2005/2006

## روابط خارجية
- مساعد ندا على موقع الاتحاد الدولي (مؤرشف)  (الإنجليزية)
- مساعد ندا على موقع قاعدة بيانات كرة القدم.إي يو (الإنجليزية)
- مساعد ندا على موقع ناشيونال فوتبول تيمز (الإنجليزية)
- مساعد ندا على موقع Soccerway.com (الإنجليزية)
- مساعد ندا على موقع كووورة